# Hasbara
Der Begriff Hasbara (hebräisch הַסְבָּרָה hasbará, deutsch ‚Erklärung‘ oder „Public Diplomacy“) beschreibt ein Instrument der Öffentlichkeitsarbeit der Regierung Israels, um international eine positive Berichterstattung über Israel und seine politischen Anliegen zu fördern. Der Begriff wird von der israelischen Regierung und ihren Anhängern verwendet, um die Bemühungen zu beschreiben, die Regierungspolitik zu erklären und Israel angesichts der negativen Presse zu fördern und gegen das zu kämpfen, was sie als Versuche der Delegitimierung Israels betrachten. Hasbara bedeutet „Erklärung“ und ist auch ein Euphemismus für Propaganda.

## Lexikologie
Während die Hasbara wörtlich „Erklärung“ bedeutet, wird sein genauer Import in seiner gegenwärtigen Verwendung diskutiert. Laut Gideʿon Meʾir gibt es keine „echte und präzise“ Übersetzung des Wortes hasbara in Englisch oder irgendeiner anderen Sprache. Er bezeichnet es als Public Diplomacy, eine Handlung, die von allen Regierungen auf der ganzen Welt mit steigender Bedeutung unternommen wird und die von Harvard-Professor Joseph Nye als Soft Power bezeichnet wird.
Die Hasbara wurde als „Pro-Israel-Propaganda“ und „der neue benutzerfreundliche Begriff für israelische Propaganda“ beschrieben, aber während „Propaganda bemüht ist, die positiven Aspekte einer Seite eines Konflikts hervorzuheben, versucht die Hasbara zu erklären, ob Handlungen gerechtfertigt sind oder nicht.“
Der Historiker Giora Goodman betrachtet „Hasbara“ in der Praxis als „Propaganda“ und erklärt dies so:

„Der Begriff „Propaganda“ erhielt in der ersten Hälfte des 20. Jahrhunderts einen abwertenden Sinn. Dementsprechend verwendeten britische und amerikanische Propagandisten „Informationen“, um ihre Arbeit zu beschreiben, und das positiv klingende Wort Hasbara wurde im Hebräischen allgemein bevorzugt. „Propaganda“ (hebräisch תַּעֲמוּלָה Taʿamulah) ist meist den Gegnern vorbehalten, aber der Begriff wurde oft von der zionistischen Bewegung benutzt, um ihre eigenen Bemühungen darzustellen, das Massenpublikum zu beeinflussen.“

Der britisch-israelische Journalist Anshel Pfeffer schreibt in Haʾaretz:

„Hasbara basiert auf zwei grundlegenden Überzeugungen: Die eine besagt, dass die Sache Israels, so wie der Hasbarist sie versteht, grundsätzlich so gerecht ist, dass man sie nur richtig erklären muss. Wenn der Gesprächspartner jedoch nicht überzeugt ist, dann muss das daran liegen, dass er inhärent böse und antisemitisch ist. Daraus ergibt sich die zweite Überzeugung: Dass Hasbara unabdingbar für die Existenz Israels ist.“

Der französische Journalist Alain Gresh gab in einem Artikel über Hasbara in Le Monde diplomatique eine Aussage des israelischen Armeesprechers Olivier Rafowicz als Beispiel:
Als in der Silvesternacht des vergangenen Jahres Raketen weiße Linien in den Nachthimmel zeichneten, machte Oberst Olivier Rafowicz seiner Empörung in den Nachrichten Luft: „Wer sich fragt, warum Israel die Hamas ausschalten muss, findet hier die Antwort. Die Hamas-Terroristen bombardieren wahllos israelische Städte um Mitternacht, während wir das neue Jahr beginnen. Israel hat die Pflicht, dieser Bedrohung ein für alle Mal ein Ende zu setzen.“ Israelische Opfer wurden keine gemeldet, aber am 31. Dezember wurde die Bombardierung des Gazastreifens durch die IDF ununterbrochen fortgesetzt und forderte wie an jedem anderen Tag bis zu 300 Todesopfer. Einige Tage später überschritt die Gesamtzahl der „neutralisierten“ Palästinenser 22.000, davon mindestens ein Drittel Kinder. Und der israelische Luftangriff auf das Flüchtlingslager Maghazi hatte am Heiligabend hundert Tote gefordert. Hiervon sagte Rafowicz nichts.
In den 1930er Jahren wurde für die zionistische Propaganda noch nicht das Wort Hasbara („Erklärung“) verwendet, sondern hebräisch תַּעֲמוּלָה Taʿamulah, deutsch ‚Propaganda‘.

## Organisation
Nach einem Bericht der New York Times aus dem Jahr 1986 wurde das Programm in den 1970er-Jahren gegründet, um insbesondere auf amerikanische Unternehmen Einfluss zu nehmen. Hierbei beriet die Werbeagentur Backer and Spielvogel unter Carl Spielvogel, der später unter Bill Clinton US-amerikanischer Botschafter in der Slowakei wurde, die israelische Regierung. Die Strategie stützte sich auf das Buch Battleground: Fact and Fantasy in Palestine von Schmuel Katz aus dem Jahr 1974. Das Programm untersteht dem israelischen Außenministerium.
Im Jahr 2009 wurde bekannt, dass Israel unter Einwanderern Freiwillige mit Fremdsprachenkenntnissen für das Programm suche, um als Gegengewicht zu zahlreichen antizionistischen Webseiten im Internet die israelische Perspektive auf die politischen Konflikte darzustellen. Im Rahmen der Hasbara wurden zudem gezielt Internetnutzer angeworben, die vom israelischen Außenministerium mit Argumentationshilfen versorgt und aufgefordert wurden, in internationalen Medien, darunter auch deutschsprachigen, gezielt Kommentare mit der israelischen Perspektive des Nahostkonflikts zu hinterlassen.
Im März 2024 deckten Forscher eine israelische Hasbara-Kampagne auf, die mit hunderten gefälschten Konten auf Facebook, Instagram und X (Twitter) aktiv ist, um „israelische Interessen“ auf Englisch unter einem jungen westlichen Publikum zu verbreiten. Sie konzentriert sich auf die Verbreitung von Behauptungen und Artikeln über die (vermeintliche) Beteiligung von UNWRA-Mitarbeitern am Hamas-Angriff auf Israel am 7. Oktober 2023 sowie auf die Beeinflussung von Abgeordneten der Demokratischen Partei in den USA. Dazu wurden unter anderem drei gefälschte Nachrichtenportale (»The Moral Alliance«, »Unfold« und »Non Agenda«) eingerichtet, aber auch „passende“ Artikel realer Nachrichtenplattformen (CNN, The Guardian, Wall Street Journal) verbreitet.
Im November 2024 erhöhte das israelische Außenministerium sein Budget für Meinungsbeeinflussung im Ausland auf das 20-fache, die Erhöhung war Teil einer Koalitionsvereinbarung mit Gideon Sa'ar.

## Die Hasbara in den Medien
In Israel ist es strittig, ob es sich bei der Hasbara um ein Mittel der Propaganda handelt. Der Journalist Reuven Ben-Schalom legt die Frage in einem Artikel in der Jerusalem Post so aus, dass für Propaganda zwangsläufig Lügen verwendet würden. Die Hasbara verwende dieses Mittel nicht, es handele sich also nicht um Propaganda.

## Studenten-Organisation
Seit 2001 betreibt das Außenministerium Israels in Kooperation mit der jüdisch-orthodoxen Privatstiftung Aish HaTorah („Feuer der Torah“) mit den Hasbara Fellowships ein internationales Studenten-Programm zum Einsatz für die Interessen Israels. Im Jahr 2007 rief die Organisation dazu auf, auch in der Wikipedia tätig zu werden.

## Sport-Organisation
Im Jahr 2024 unterzeichnete die Maccabi World Union mit der Regierung eine Vereinbarung, um zu Israels weltweiten Hasbara-Bemühungen beizutragen.